# Vattentornet i Oxie

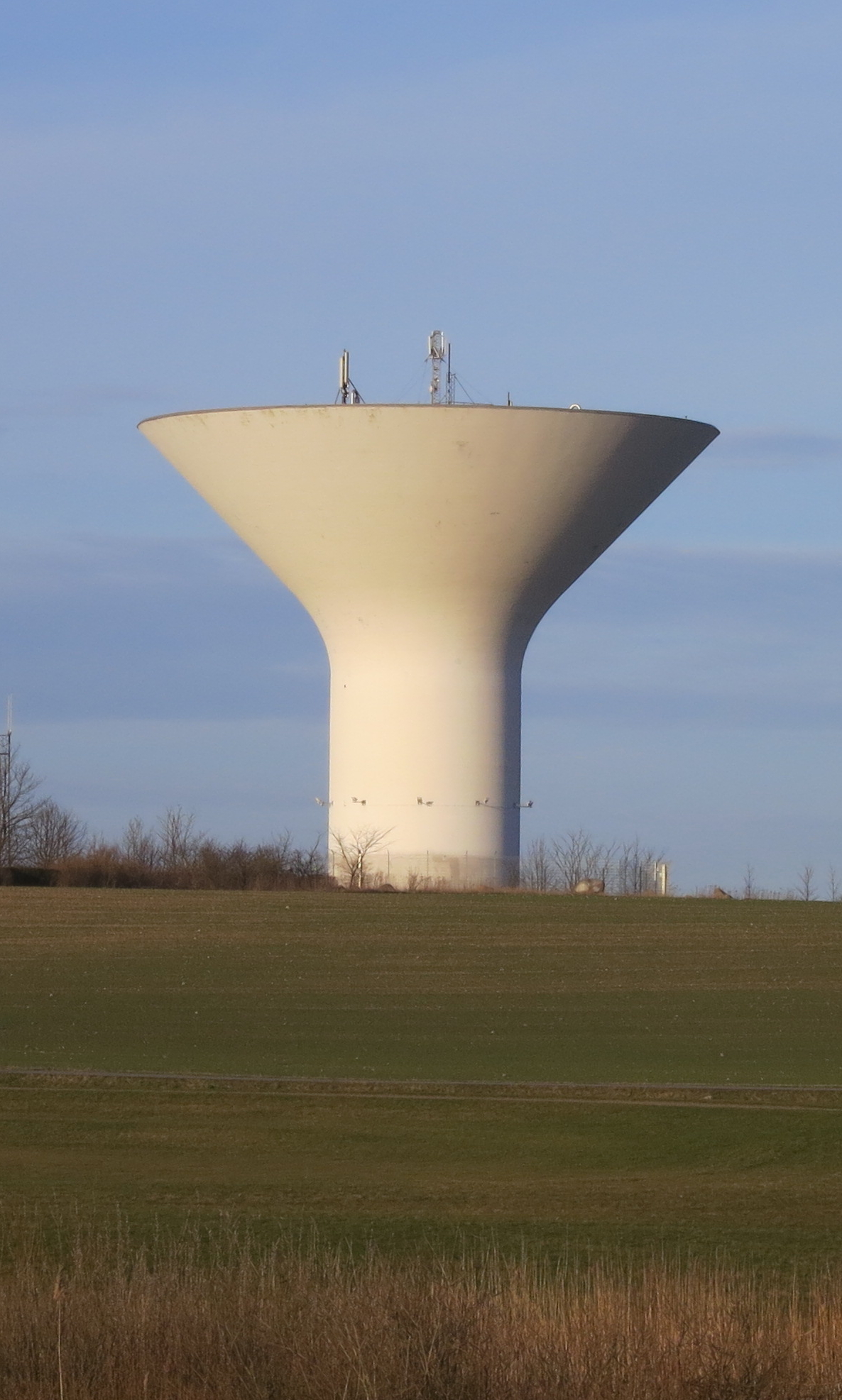
Vattentornet i Oxie.

Oxie vattentorn är från 1972, och har en vattenvolym på 5 650 kubikmeter.
Vattentornet ligger centralt på en kulle i Oxie, och är 31 meter högt.
Den som planerade vattentornet var Bengt Ludvig Persson, civilingenjör. Ritningen och formen av vattentornet gjordes av Skånska Cementgjuteriet.
Vattentornet har använts för andra syften också. Den 17 oktober 1987 skulle det Astronomiska Sällskapet Tycho Brahe fira sitt 50-årsjubileum. Sällskapet hade då fått lov att använda taket på vattentornet för sitt firande.